# Spermacoce radiata
Spermacoce radiata är en måreväxtart som först beskrevs av Dc., och fick sitt nu gällande namn av William Philip Hiern. Spermacoce radiata ingår i släktet Spermacoce och familjen måreväxter. Inga underarter finns listade i Catalogue of Life.